# Santa Cecilia Acatitlan
Acatitlan (nahuatl: "posto tra le canne"; spagnolo: "carrizal") è un'area archeologica un tempo abitata dai primi Aztechi (o Epi-toltechi) stanziati nella città di Santa Cecilia, nel comune di Tlalnepantla de Baz nello Stato del Messico, circa 10 km a nord-ovest di Città del Messico. In epoca pre-ispanica si trovava sulla riva nord-occidentale del grande lago di Texcoco.

## Fondazione

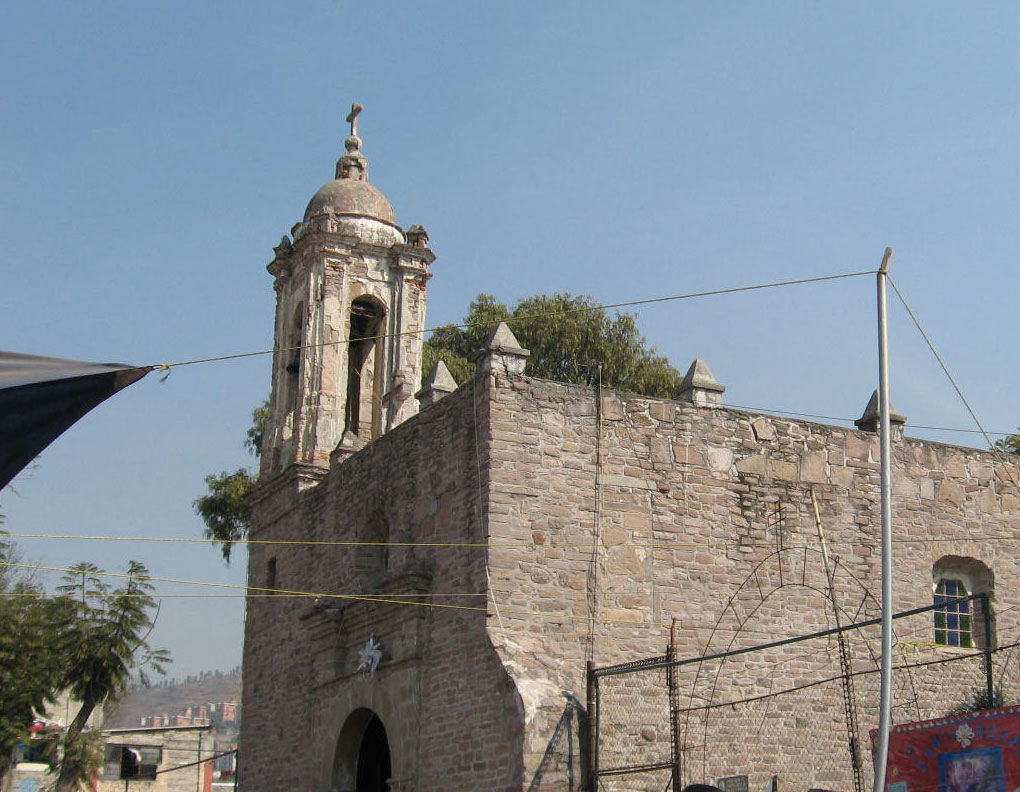
Parrocchia di Santa Cecelia Acatitlan, parzialmente costruita con materiale ricavato dalla piramide distrutta

L'insediamento viene associato a Tenayuca, il centro politico e religioso del tempo; i due siti si trovano a circa 3 km l'uno dall'altro. Oltre a Tenayuca, fu in seguito occupato dai Mexica diventando parte della cultura lacustre della Valle del Messico comandata da of Tenochtitlán, fino all'arrivo dei conquistadores nel 1521. Dopo la conquista dell'impero azteco, iniziò il declino di Acatitlan e la città, come molte altre strutture mesoamericane, fu distrutta per poter riutilizzare le pietre nella costruzione delle chiese cristiane.

## Sito archeologico

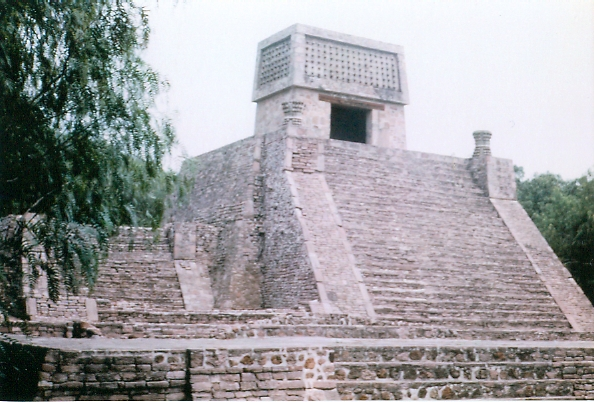
La piramide

Attualmente è sopravvissuto solo un basamento quadrangolare, che potrebbe essere uno di quelli delle strutture principali del sito archeologico. Si tratta di una grande scala che porta ad un tempio. Come per Tenayuca, si pensa che il tempio fosse dedicato al culto di Huitzilopochtli e Tlaloc. Era stato costruito un livello sull'altro, e sono state identificate strutture di almeno quattro periodi storici. Oggi l'interno della piramide è una delle strutture meglio conservate. Le strutture esterne sono state rimosse e molte delle loro pietre usate per la costruzione della vicina chiesa, databile alla fine del XVI secolo. Nel 1962 l'architetto ed archeologo Eduardo Pareyon Moreno ricostruì e rinforzò il basamento della piramide, ricostruendo anche il tempio sulla sommità. Nonostante una simile ricostruzione non sia usuale nell'ambito archeologico, il prodotto è una piramide mexica, uno degli esempi meglio conservati di questa cultura.

## Museo

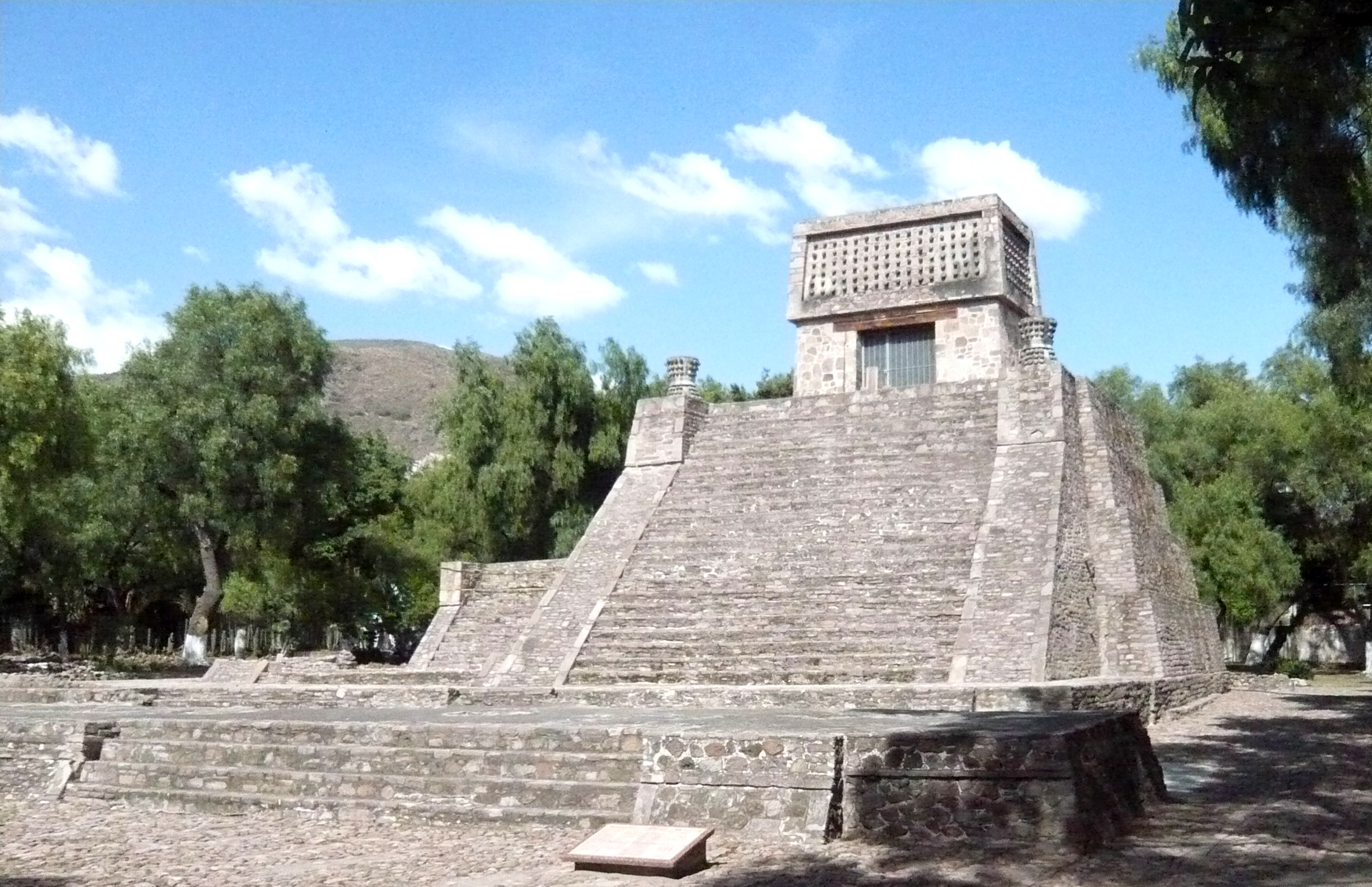
Piramide di Santa Cecilia Acatitlan, panorama verso nord

Inaugurato nel 1961, l'INAH gestisce un museo chiamato Museo Eusebio Davalos Hurtado di scultura mexica. Eusebio Dávalos era un archeologo e proprietario della hacienda di pulque che un tempo era adiacente al sito, e che oggi ospita il museo. Dávalos dedicò parte della sua vita alla raccolta degli artefatti oggi in mostra. La sua collezione comprende ceramiche e pietre provenienti da questo e da altri siti mexica. Il museo ospita anche una cucina e salotto nello stile tipico del periodo precedente alla rivoluzione messicana. Il museo si trova in Calle Circuito Pirámide, a Tlalnepantla.